# 久保禎
久保 禎（くぼ ただし、1962年 - ）は、日本の現代音楽作曲家。鹿児島国際大学国際文化学部教授。

## 経歴・人物
鹿児島県鹿屋市生まれ。鹿児島県立鹿屋高等学校、東京学芸大学教育学部特別教科教員養成課程音楽専攻作曲専修卒業。同大学院教育学研究科音楽教育専攻（作曲・指揮法講座）修了。ベルギー・ブリュッセル王立音楽院修士課程にて研鑽を積む。作曲を仲俣申喜男、吉崎清富、ヤン・ヴァン・ランデゲムに師事。在学中、吉崎清富らと作曲家グループ「パッケージ21」を、ヲノサトルらと音楽確信犯会議を結成し、作品発表を行う。
第1回日仏現代音楽作曲コンクール特別賞、東京国際ギター作品作曲コンクール1988入賞、平成17年度鹿児島県芸術文化奨励賞などを受賞。ヨンナム国際現代音楽祭（1993/2005・韓国）、ACL／ISCMの夕べV（1998・東京）、第1回東アジア国際現代音楽祭（2003・韓国）、ピエトレ国際音楽祭（2004・イタリア）、JAPAN TODAY（2007・ミュンヘン）、キャプベルン音楽祭2008（フランス）、ハッポマン現代音楽祭（2010・韓国）各招待作曲家。
九州現代音楽祭（九州・沖縄作曲家協会）、第2回21世紀合唱音楽祭（2002・東京）、カレイドスコープ2004（ブリュッセル）、ブダペスト国際現代音楽祭"MUSIC OF OUR AGE"（2004・ハンガリー芸術祭連盟）、現代の音楽展2005「打楽器フェスタ」（日本現代音楽協会）、Contemporary Horizon（2005・国際芸術連盟）、韓日創作歌曲交流音楽会（2005・韓国）、東アジア現代音楽祭2006（韓国）、第15回世界サクソフォーン会議（2009・バンコク）、第30回サクソフォーンフェスティバル（2010・東京）など国内外の現代音楽祭等で作品が紹介される。
2013年2月8日、マニラにおける日本・フィリピン友好合作現代音楽祭にて、『弦楽四重奏曲「哀歌」』（オーケストラ・ニッポニカ委嘱作品）が初演される。演奏は浜野孝史 (Violin I), 小宮直 (Violin II), 伴野剛 (Viola), 西山健一 (Cello) 。
東アジア作曲家協会日本支部委員。日本作曲家協議会、日本現代音楽協会各会員。九州・沖縄作曲家協会理事。